# Анемия Фанкони
Анеми́я Фанко́ни — редкое наследственное заболевание. Встречается с частотой 1 на 350 000 новорождённых. Чаще выявляется среди евреев-ашкеназов и у народов Южной Африки.
Анемия Фанкони возникает при наличии дефекта в кластере белков, отвечающих за репарацию ДНК. Характерна повышенная ломкость хромосом. В результате этого в среднем к 40 годам у больных развивается неопластический процесс (чаще всего острый миелоидный лейкоз) и апластическая анемия.
У 60—75 % больных также встречаются врожденные дефекты, такие как низкорослость, ненормальная пигментация, маленькая голова, аномалии скелета (отсутствие или укорочение большого пальца рук, недоразвитие лучевой кости, врождённый вывих бедра, шейное ребро, косолапость). Кроме этого, определяется ряд неврологических расстройств (косоглазие, недоразвитие одного или обоих глаз, опущение века, глазное дрожание, глухота, умственная отсталость), поражения половых органов (недоразвитие половых органов, отсутствие одного или обоих яичек, гипоспадия), почечные аномалии (недоразвитие почек, удвоение лоханки или мочеточника, подковообразная почка, множественные кисты в тканях почек), врождённые пороки сердца. Средняя продолжительность жизни у больных анемией Фанкони составляет около 30 лет.

## Генетика
Анемия Фанкони в большинстве случаев имеет аутосомно-рецессивный тип наследования. Это означает, что две копии гена (одна от матери и одна от отца) несут в себе мутации. При этом вероятность рождения больного ребенка у таких родителей составляет 25 %. В редких случаях анемия Фанкони имеет Х-сцепленный рецессивный тип наследования. При этом только мать является носителем мутации, а вероятность заболевания у сыновей составляет 50 %.
В настоящее время известно 22 гена, связанных с анемией Фанкони. Только один из них — FANCB — находится на Х-хромосоме. Остальные гены расположены на аутосомах. Каждый из этих генов отвечает за синтез определённого фермента. Клетки от двух больных, выращенные в клеточной культуре в лабораторных условиях, могут дополнять друг друга и функционировать нормально, если они несут нарушения в разных генах. При наличии мутаций в одном и том же гене этого не происходит, и клетки не дополняют друг друга. По этому принципу выделяют группы комплиментации: A, B, C, D…, каждой из которых соответствует определенный ген: FANCA, FANCB, FANCC, FANCD1 (BRCA2), FANCD2, FANCE, FANCF, FANCG, FANCI, FANCJ, FANCL, FANCM, FANCN, FANCP и RAD51C. В каждой этнической группе есть мутации, характерные для неё. Так среди ашкеназов чаще всего встречается мутация в гене FANCC.

## Лечение
Для лечения применяются андрогены и гематопоэтические факторы роста, но только у 50—75 % пациентов при этом наступает улучшение, исчезающее при отмене препаратов. При значительной анемии проводят переливание крови. Известны случаи успешной пересадки костного мозга. При этом из-за повышенной ломкости хромосом для этих больных опасно облучение, применяемое перед пересадкой.